# MTV Brand New
MTV Brand New è stato un canale televisivo a pagamento prodotto da MTV Italia e dedicato alla musica alternativa e di nicchia.

## Storia
Il canale inizia le trasmissioni il 14 settembre 2003 (a due settimane di distanza dall'altra emittente MTV Hits) sulla piattaforma satellitare Sky al canale 706.
Su MTV Brand New trovavano spazio tutti i generi musicali più innovativi e di nicchia: indie, electronica, metal, cutting-edge, ambient, shoegazer, trip hop, dub, big beat e così via. Numerosi i programmi musicali tematici che trovavano spazio nel palinsesto dell'emittente, che contribuiscono ad arricchire la già ottima offerta musicale di base.
Il palinsesto dell'emittente proponeva regolarmente anche concerti, documentari sui gruppi di culto nella scena indie e alcune produzioni importate dalla versione oltreoceano di MTV, come il cartone animato ormai leggendario Beavis & Butthead, che veniva trasmesso settimanalmente in lingua originale e sottotitolato in italiano.
A distanza di più di sette anni dal lancio, il 10 gennaio 2011 MTV Brand New cessa definitivamente le proprie trasmissioni e viene rimpiazzato dalla versione inglese di MTV Rocks, la quale programmazione però non copre tutti i generi che MTV Brand New offriva ai suoi telespettatori.

## Programmi
- Brand New Chart
- Brand New Cult Videos
- La nuova musica italiana
- Brand New Hard
- Elettro sounds
- MTVMusic.com Live Sessions
- MTV Live
- A Brand: New Day
- Alternative Nation
- Beats
- Brand:New
- Britannica
- Chill Out Zone
- Director's Cut
- Electronica
- Enter Night
- Exit Light
- F***ing Good Music
- Headbangers Ball
- Killer Tunes
- Sacred Cows
- Star Wars
- Subterranean
- Superock
- The Ultimate
- VYP (Very Young People)
- Yankees